# Veronica californica
Veronica californica är en grobladsväxtart som beskrevs av M.M.Mart.Ort. och Albach. Veronica californica ingår i släktet veronikor, och familjen grobladsväxter. Inga underarter finns listade i Catalogue of Life.